# 關廟 (大字)
關廟，原稱為關帝廟，是臺灣臺南市關廟區的一個傳統地域名稱，也是全區行政中心所在地，位於該區中部。相較於今日行政區，其範圍大致包括山西里東部、關廟里東北部、新埔里南部凸出部分的東南部及西南端、北勢里西南部、香洋里。
本地區境內主要聚落為關帝廟、溪口仔、北勢、過坑，設有關廟國中、關廟國小。

## 歷史
台灣日治初期，關廟地區為一街庄，稱為「關帝廟庄」（舊制街庄），隸屬於外新豐里。該庄昔日北及東北與新埔庄為鄰，東邊、南邊、西邊及西北邊被五甲庄包圍。
1901年（日治明治三十四年）11月11日，全台廢縣廳改設二十廳，該庄隸屬於臺南廳。1904年（明治三十七年）3月31日，該庄編入「關帝廟區」，隸屬於臺南廳。1909年（明治四十二年）10月25日，全台合併二十廳為十二廳，關帝廟區仍隸屬於臺南廳。1920年（大正九年）10月1日，全台地方制度大改正，廢十二廳改設五州二廳，該庄改制並簡化為「關廟」大字，隸屬於臺南州新豐郡關廟庄（新制街庄）。
戰後關廟庄改制為關廟鄉，隸屬於臺南縣，大字亦改制為村。1950年（民國39年）10月25日，雲、嘉、南分治，關廟鄉仍隸屬於臺南縣。2010年（民國99年）12月25日，臺南縣、市合併為直轄臺南市，關廟鄉改制為關廟區，村亦改制為里。

## 聚落
本地區發展較早的聚落為關帝廟、溪口仔、北勢、過坑，在日治初期的官方地圖上已有記載。

## 交通
國道3號又稱「福爾摩沙高速公路」，是貫穿臺灣西部的兩條縱向高速公路之一，經過本地區東北部邊界外不遠處，並在北部邊界外不遠處的省道台86線交會處暨省道台19甲線接口設有關廟交流道。由此可快速前往國道3號沿線各地。
省道台19甲線是鹽水至赤崁的幹道，經過本地區中部，其中部分路段與市道182號共線。由該道路北行可前往新化區、新市區、善化區、麻豆區等地；南行可前往高雄市阿蓮區、岡山區、梓官區，並止於區道高23線路口。
市道182號是台南至七星洋的道路，經過本地區中部，其中部分路段與省道台19甲線共線。由該道路西行可前往仁德區北部、東區、中西區，並止於中西區與安平區交界處的省道台17線路口；東行可前往龍崎區、高雄市內門區，並止於省道台3線路口。

## 學校
- 關廟國中（東半部）
- 關廟國小

## 公務機關
- 關廟區公所
- 臺南市歸仁戶政事務所關廟辦公處
- 臺南市政府警察局歸仁分局關廟分駐所
- 臺南市政府消防局第五大隊關廟消防分隊